# Além da Ribeira
Além da Ribeira is een plaats (freguesia) in de Portugese gemeente Tomar en telt 885 inwoners (2001).